# 渋川神社 (八尾市)
渋川神社（しぶかわじんじゃ）は、大阪府八尾市植松町にある神社。式内社で、旧社格は郷社。

## 歴史・概要
- 天忍穂耳尊、饒速日命、國狹槌尊、日高大神、菅原大神を祭神としている。
- 創建の年月は不明。 かつて飛鳥時代に本地域を本拠地としていた物部守屋の渋河の家の跡ともいわれている。
- もとは旧大和川の東側の字川向にあったが、天文3年（1533年）の大洪水で境内全域を流失。 この時、浮島神社は数kmほど北の茨田郡新田村に漂着した。その後元亀2年（1572年）、お旅所のあった現在地に再建された。
- 境内には、大阪府天然記念物のクスノキを含め数本の大きな樹木がそびえている。

## 祭事
- 夏祭り（7月25,26日）：俗に「逆祭」と言う。 かつて洪水時に流失した際、御神体が上流に逆流したため、そう呼ぶようになった。

## 文化財

### 大阪府指定文化財
- 天然記念物

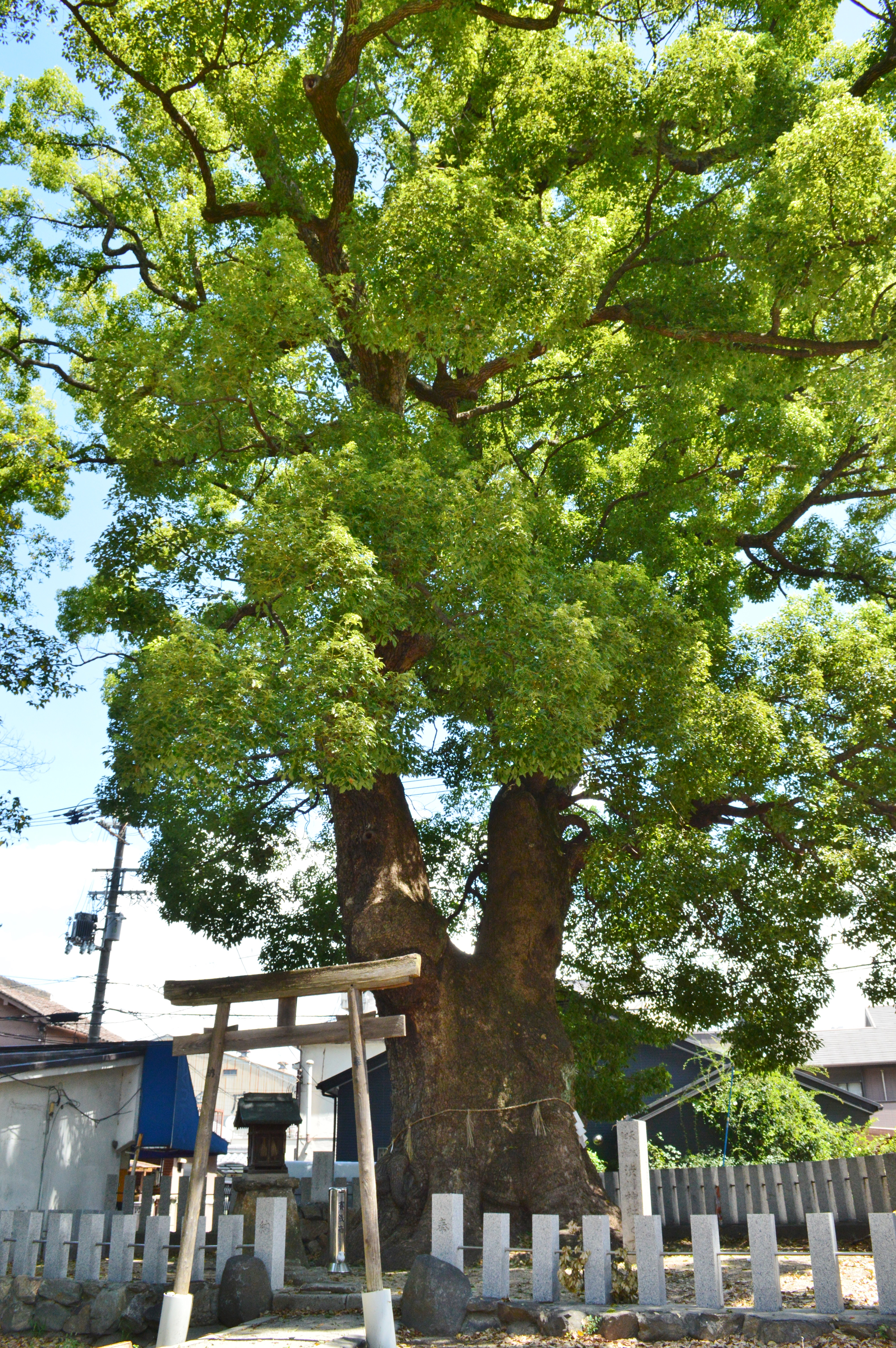
渋川神社のくす

  - 渋川神社のくす - 1970年（昭和45年）2月20日指定[1]。

## アクセス
- JR大和路線 八尾駅から徒歩約5分。 駅のすぐ南に位置する。